# Trichorhina argentina
Trichorhina argentina là một loài chân đều trong họ Platyarthridae. Loài này được Vandel miêu tả khoa học năm 1963.